# Bibliothek der Friedrich-Ebert-Stiftung Bonn
Die Bibliothek der Friedrich-Ebert-Stiftung Bonn ist heute eine der weltweit größten wissenschaftlichen Spezialbibliotheken zu Geschichte und Gegenwart der Arbeiterbewegung. Ihren Sitz hat sie in der Bonner Zentrale der Stiftung. Sie ist Dienstleisterin für die Mitarbeiterinnen und Mitarbeiter der FES im In- und Ausland, ist aber auch öffentlich zugänglich und stellt ihre Bestände für die allgemeine Wissenschaft und Forschung vor Ort und überregional im Rahmen der Fernleihe zur Verfügung. Sie archiviert sämtliche gedruckten und digital publizierten Eigenveröffentlichungen der Friedrich-Ebert-Stiftung.

## Geschichte
Die Bibliothek der FES versteht sich als das „Gedruckte Gedächtnis“ der deutschen Sozialdemokratie und der deutschen Gewerkschaften. Den Grundstock bildeten bei der (Neu-)Gründung im Jahr 1969 die Bibliothek des Forschungsinstituts der Friedrich-Ebert-Stiftung und die Bibliothek des SPD-Parteivorstandes, die treuhänderisch an die FES übergeben wurde.
Ursprünglich bildeten Archiv (der sozialen Demokratie) und Bibliothek eine organisatorische Einheit; 1987 erfolgte die bis heute gültige Trennung in zwei eigenständige Arbeitsbereiche.
Aufgrund der Besonderheit ihrer Bestände wurde die Bibliothek seit 1976 von der Deutschen Forschungsgemeinschaft (DFG) als „Wissenschaftliche Spezialbibliothek überregionaler Bedeutung“ anerkannt und finanziell gefördert. 2010 wurde sie Sondersammelgebiets(SSG-)bibliothek mit dem Sammelauftrag „Parteien und Gewerkschaften aus Europa und Nordamerika (Nicht-konventionelle Literatur)“. Mit der Aufgabe des SSG-Systems 2013 entfiel die DFG-Förderung; der Sammelschwerpunkt „Veröffentlichungen deutscher Parteien und Gewerkschaften“ wird ungeachtet dessen in hoher Vollständigkeit weitergeführt.

## Bestände, Sondersammlungen
Die Bibliothek sammelt Veröffentlichungen zur Geschichte und Gegenwart der deutschen und internationalen Arbeiterbewegung in ihren vielfältigen organisatorischen Ausprägungen. Wissenschaftliche Publikationen über die deutsche Arbeiterbewegung und die deutsche Sozialgeschichte seit dem 19. Jahrhundert werden möglichst vollständig erworben. Einen großen Umfang besitzt die Sammlung sogenannter Grauer Literatur also nicht im Buchhandel veröffentlichter Literatur; in diesem Fall die Veröffentlichungen der Sozialdemokratischen Partei Deutschlands (SPD) und der deutschen Gewerkschaften, ihrer Vorläufer- und Nebenorganisationen sowie befreundeter Organisationen (Arbeiterwohlfahrt, Arbeitersport- und Arbeiterkulturbewegung, Hans-Böckler-Stiftung etc.) – sowohl in gedruckter wie digitaler Form.
Ihren Status als bedeutende Gewerkschaftsbibliothek errang die FES-Bibliothek durch die Übernahme einer Vielzahl geschlossener Sammlungen: etwa die Bibliotheken des Deutschen Gewerkschaftsbundes, der Gewerkschaft Nahrung-Genuss-Gaststätten, der IG Bau-Steine-Erden, der IG Medien – Druck und Papier, Publizistik und Kunst, der Gewerkschaft Erziehung und Wissenschaft, sowie der Internationalen Graphischen Föderation und des Internationalen Metallgewerkschaftsbundes. Teilweise wurden diese Sammlungen durch eigene Bestandsverzeichnisse oder Datenbanken erschlossen und dokumentiert.
Das Umfeld der Arbeiterbewegung bildet sich in den Beständen der Arbeiterwohlfahrt, der Seliger-Gemeinde und der Naturfreunde Deutschlands ab.
Seit 2009 befindet sich die Studienbibliothek des Karl-Marx-Hauses Trier ebenfalls in Bonn und ist in die FES-Bibliothek integriert.
Seit Jahren engagiert sich die Bibliothek bei der Digitalisierung von Quellen aus ihrem Sammelschwerpunkt. Aktuelles Projekt ist die Digitalisierung des Zentralorgans der deutschen Sozialdemokratie, Vorwärts.

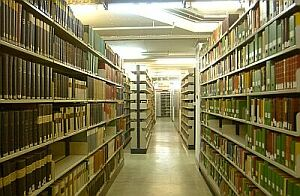
FES-Bibliothek, Magazin

## Nutzung und Service
Die Bibliothek der Friedrich-Ebert-Stiftung ist eine öffentlich zugängliche Präsenzbibliothek; vor Ort kann sie im Rahmen der Öffnungszeiten von jedermann genutzt werden. Eine überregionale Nutzung ist durch die Fernleihe sowie durch einen Dokumentenlieferservice möglich.
Abgesehen vom lokalen Katalog ist der Bibliotheksbestand in diversen überregionalen Katalogen und Rechercheinstrumenten nachgewiesen, etwa im B3Kat, im Karlsruher Virtuellen Katalog oder im WorldCat.